# Lu sciccareddu
Lu sciccareddu (L'asinello) è una celebre canzone popolare siciliana, di autore anonimo. Essendo stata tramandata dalla tradizione orale, esistono oltre che diverse versioni del testo, anche varianti del titolo, quali: Lu me' sciccareddu, U sciccareddu, e Sciccareddu di lu me' cori. La canzone, dalla malinconica melodia, racconta il dolore di un contadino per la morte violenta del suo amato asinello.

## Origine popolare del nomesceccu
Secondo la leggenda, quando nell'anno 827 d.C., i siciliani subirono la conquista dagli Arabi, non accettarono le nuove direttive imposte loro, e cioè la proibizione di girare armati e a cavallo. Decisero così di avvelenare l'acqua degli abbeveratoi dei cavalli, per appiedare anche gli arabi. I cavalli morirono tutti, ma gli arabi ne imbarcarono di nuovi dal Nord Africa. Nel corso del viaggio, però, le navi con i cavalli affondarono e a salvarsi fu solo quella che trasportava gli asini. I notabili arabi, cioè gli sceicchi, furono costretti a muoversi a dorso d'asino tra il divertimento dei siciliani che cominciarono a chiamare sceccu il somarello. Il racconto non manca di qualche nota romantica, resa dai personaggi del re Miramolino (nome che traslittera l'arabo Amir al-Mu'minin, titolo dei califfi) e di sua figlia Nevara, che innamoratasi di un nobile siciliano, farà cambiare idea al padre, il quale consentirà agli isolani di andare a cavallo e insieme a loro instaurerà un periodo di pace e rispetto reciproco.
In realtà una delle ipotesi più accreditate fa derivare il lemma sceccu dal sostantivo turco Eşek (pronuncia: "iscek"), che designa per l'appunto l'asino.

## Descrizione
(in " "U sciccareddu")
Un contadino, a cui è stato ucciso l'asinello, canta il suo dolore per la perdita dell'amato animale. Accosta il suo raglio alla bella voce di un tenore, ne umanizza alcuni comportamenti — l'atto di abbeverarsi o di annusare un suo simile quando lo incrociava per la strada — con l'uso del termine saporito, che in siciliano è un modo affettuoso per dire birbante o monello, come si trattasse di un caro bambino. L'asinello è un pezzo del suo cuore e lui non lo potrà mai dimenticare.
Per comprendere il grande affetto del contadino per il suo asinello, bisogna rammentare che, un tempo, esso era l'unico mezzo di trasporto, il solo in grado di attraversare luoghi accidentati, portando sulla groppa carichi gravosissimi di prodotti agricoli e montani da vendere al mercato. Spesso la sopravvivenza di un nucleo familiare dipendeva dall'asino, pertanto la sua morte poteva rappresentare un grave lutto, paragonabile alla scomparsa di un familiare.

## Storia
Molte sono le versioni di questo canto popolare, la cui origine è molto antica, e diverse sono le interpretazioni che possiamo citare, anche recenti, spesso di cantanti d'opera.
Il brano è stato interpretato, tra gli altri, da Gino Bechi, Michelangelo Verso, Antonio Tartaro, Roberto Alagna, Pëtr Nalič, e, in versione reggae, dal duo Calandra & Calandra.